# Lasgerdi (Sprache)
Lasgerdi ist eine westiranische Sprache und ein Dialektcluster von Semnani. Es wird in der Kleinstadt Sorkheh in der Provinz Semnan im Norden des Iran von etwa 10.000 Menschen gesprochen.

## Unterschiede zu anderen Semnani-Dialekten
| Deutsch | Lasgerdi | Sorkhei | Sangsari | Aftari | Biyabunaki |
| ------- | -------- | ------- | -------- | ------ | ---------- |
| Hund    | esbe     | esbā    | esbe     | espa   | esba       |
| Mädchen | dot      | dukkey  | döt      | dut    | dut        |
| Blut    | xun      | xün     |          |        | xün        |
| Groß    | masīn    | masīn   | mas/yale | masīn  |            |
| Nase    | vinī     | ven     | xunī     | vinī   | vēnī       |
| Schnee  | var      | vār     | varf     |        | var        |
| Mond    |          |         | mūng     |        | māye       |
| Frau    | žaki     | žiki    | žekeyn   | džek   | džinakā    |